# Trude Breitschopf
Trude Breitschopf (* 16. Mai 1915 in Cilli, Österreich-Ungarn; † 19. September 2001 in München) war eine österreichische Schauspielerin.

## Leben und Werk
Trude Breitschopf wurde während des Ersten Weltkrieges im untersteiermärkischen Cilli geboren, das nach Kriegsende in Celje umbenannt wurde und an das neu gegründete Jugoslawien fiel. Heute gehört es zu Slowenien.
Ihre Ausbildung zur Schauspielerin absolvierte sie mit Stipendium bei Max Reinhardt in Berlin. Engagements im Reichsgebiet und im Generalgouvernement Polen schlossen sich an. „Nach Flucht und allem, was das Jahrhundert zu bieten hatte“ wieder in der Bundesrepublik Deutschland, trat sie unter anderem in Eugène Ionescos Theaterstück Die Stühle in Frankfurt am Main auf. Bemerkenswert war auch die Rolle der Achtzigjährigen Maud in einer deutschen Fassung der Schwarzen Komödie Harold und Maude am Team-Theater München (Erstaufführung an ihrem 75. Geburtstag am 16. Mai 1990).
In den 1950er-Jahren trat Breitschopf in einigen deutschen Kinofilmproduktionen auf, darunter den prominenten Filmen Nachts, wenn der Teufel kam (der Film, der Mario Adorf zum Star machte) und Die Brücke, einem Antikriegsfilm von Bernhard Wicki.
Seit 1960 war Trude Breitschopf vornehmlich in der Fernsehbranche beschäftigt. Daneben war sie auch an Hörspielproduktionen beteiligt. Im Allgemeinen als Darstellerin kleinerer oder größerer Nebenrollen war sie in zahlreichen populären Fernsehserien zu sehen, wie beispielsweise Das Kriminalmuseum, Der Kommissar, Tatort, SOKO 5113, Jauche und Levkojen, Der Landarzt, Der Alte oder Großstadtrevier.
Als Oma Piepenbrink in der Kinderfilmserie Neues aus Uhlenbusch konnte Breitschopf ihre wohl populärste Rolle einnehmen. Auch ihre Auftritte als Frau Zangl in der Kinderserie Meister Eder und sein Pumuckl verhalfen ihr zu weiterem Bekanntheitsgrad. In dem deutsch-schweizerischen Fernsehfilm Das Vergessene Tal (1991) von Clemens Klopfenstein nahm sie als Salomé eine Hauptrolle ein.

## Filmografie
- 1940: Unser kleiner Junge
- 1957: Nachts, wenn der Teufel kam
- 1959: Die Brücke
- 1960: Eine Frau fürs ganze Leben
- 1960: Ein Weihnachtslied in Prosa oder Eine Geistergeschichte zum Christfest
- 1963: Hedda Gabler
- 1964: Das Kriminalmuseum – Der Fahrplan (Fernsehserie)
- 1965: Gewagtes Spiel – Der Skorpion
- 1967: Das Kriminalmuseum – Teerosen
- 1967: Flucht ohne Ausweg (Fernseh-Dreiteiler)
- 1967: Das Kriminalmuseum – Kaliber 9
- 1967: Verräter (Fernseh-Dreiteiler)
- 1969: Der Kommissar – Das Messer im Geldschrank
- 1969: Der Kommissar – Auf dem Stundenplan: Mord
- 1969: Sie schreiben mit – Der Neffe
- 1970: Recht oder Unrecht – Der Fall Krumbholz
- 1970: Paul Esbeck
- 1971: Verliebte Ferien in Tirol
- 1972: Der Kommissar – Rudek
- 1975: Verlorenes Leben
- 1975: 7 Jahre – 70 Jahre
- 1976: Tatort – Wohnheim Westendstraße
- 1977: Die Vertreibung aus dem Paradies
- 1977–1982: Neues aus Uhlenbusch
- 1979: Die wunderbaren Jahre
- 1981: Traumlage
- 1982: Meister Eder und sein Pumuckl (1.10,1.24  2 Folgen)
- 1983: Unternehmen Arche Noah
- 1987: Ein Unding der Liebe (Teil 1)
- 1988: Tatort – Programmiert auf Mord
- 1988: Der Alte – Schweigen für immer
- 1990: Der neue Mann
- 1990: Josefine
- 1991: Das vergessene Tal (Fernsehfilm)
- 1992: Klippen des Todes
- 1999: Dr. Stefan Frank – Der Arzt, dem die Frauen vertrauen (Fernsehserie S5/F14 Leben und Freiheit)

## Hörbücher und Hörspiele (Auswahl)
- Georges Simenon: Maigret und die Bohnenstange. Bearbeitung: Gert Westphal; Regie: Heinz-Günter Stamm. BR 1961. Der Audio Verlag 2005.